# راجر استون
راجر استون (انگلیسی: Roger Stone؛ زادهٔ ۲۷ اوت ۱۹۵۲) مشاور سیاسی، لابی‌گر، و استراتژیست انتخابات اهل ایالات متحده آمریکا است که برای تحقیق در مراودات رقبای سیاسی به سود حزب جمهوری‌خواه ایالات متحده آمریکا شناخته می‌شود. استون از دههٔ ۱۹۷۰ در کارزارهای انتخاباتی سیاستمدارانی چون ریچارد نیکسون، رونالد ریگان، جک کمپ، باب دول، و دونالد ترامپ فعالیت کرده‌است. او در دههٔ ۱۹۸۰ به لابی‌گری اشتغال داشت و گروه لابی‌گری «بلک، منفورت، استون» را به همراه پال منافورت و چارلز آر بلک جونیور تأسیس کرد.
استون یک تمیزکنندهٔ سیاسی دانسته می‌شود و در کمپین ریاست‌جمهوری دونالد ترامپ، ۲۰۱۶ منشأٔ بسیاری از تئوری‌های توطئه و اتهام‌های بی‌اساس بوده‌است. او نخستین بار در ۱۹۹۸ ترامپ را به نامزدی در انتخابات ریاست جمهوری آمریکا تشویق کرد و اولین مدیر کارزار انتخاباتی او بود. استون در ۸ اوت ۲۰۱۵ کارزار ترامپ را رسماً ترک کرد ولی در اوایل سال ۲۰۱۶ با بنیانگذار ویکی‌لیکس جولین آسانژ همکاری کرد تا اتهاماتی به رقیب احتمالی ترامپ، هیلاری کلینتون، وارد آورد.
او در جریان تحقیقات دادستان ویژه در ایالات متحده (۲۰۱۷ به بعد) رابرت مولر در ۲۵ ژانویهٔ ۲۰۱۹ در خانه‌اش در فورت لادردیل، فلوریدا دستگیر شد.